# 훼손
훼손은 부동산의 가치를 떨어뜨리거나 소멸시키는 현 임차인에 의해 야기되는 부동산 상태에서의 변화를 법정에서 다룰 수 있게 할 수 있는 소송 요인을 묘사하는 부동산법에서 사용되는 용어다. 여러 다양한 종류의 훼손들이 법에 의해 다루어지고 있다. 크게 자발적 훼손과 방임적 훼손으로 나뉜다.

## 참고 문헌
- 건물주와 입주자(5) - 훼손에 의한 임대계약 상실 2010-02-25
- 임대차법제의 비교법적 연구 보관됨 2015-04-02 - 웨이백 머신